# 임진수
임진수(1972년 2월 1일 ~ )는 전 KBO 리그 태평양 돌핀스의 내야수이다.

## 선수 시절

### 태평양 돌핀스시절
통산 7경기에 출전해 타율 0.500, 2안타, 1타점을 기록했다.

## 야구선수 은퇴 후
2015년부터 넥센 히어로즈의 육성군 야수코치로 활동하다가, 2016년에는 육성군 타격코치를 맡았다.
2017년부터는 화성 히어로즈의 내야수비코치로 활동했다. 2018년부터 넥센 히어로즈의 잔류군 타격/수비코치로 활동했다.

## 출신 학교
- 인천석천초등학교
- 동인천중학교
- 인천고등학교